# Есино (платформа)
Е́сино — остановочный пункт Горьковского направления Московской железной дороги в одноимённой деревне городского округа Электросталь Московской области.
Название дано по близлежащей деревне.
Время движения от Курского вокзала — около 65 минут.

## Строение и расположение
Состоит из двух платформ с билетной кассой, соединённых только настилом через пути. В настоящее время билетная касса отсутствует.
К западу от платформы — переезд. Деревня расположена к югу от путей.
С февраля 2020 года начата реконструкция платформы. Остановка пригородных электропоездов осуществляется на временной деревянной платформе к востоку от реконструируемых. Для удобства пассажиров будет заменен конструктив платформы, установят современный кассовый модуль. На платформе появится система аудиоинформирования пассажиров, электронное табло, будут обновлены навесы, размещены лавочки и урны. Ожидается, что реконструкция завершится к концу третьего квартала 2020 года.
В декабре 2020 года завершена реконструкция платформы №1 (в сторону Москвы).

## В литературе
Платформа Есино несколько раз упоминается в поэме «Москва — Петушки» Венедикта Ерофеева — как один из ничтожных примеров, тем не менее ярко иллюстрирующий всепоглощающее безумие жизни в Советском Союзе. Так, рассуждая о том, отчего подавляющее число нужных России людей беспробудно пьянствуют, но отдельные из них всё же сохраняют трезвый образ жизни, главный герой поэмы говорит своим попутчикам-собутыльникам: «Вот мы сейчас едем в Петушки и почему-то везде остановки, кроме Есино. Почему бы им не остановиться и в Есино? Так вот нет же. Пропёрли без остановки. А всё потому, что в Есино нет пассажиров, они все садятся или в Храпунове, или во Фрязеве. Да. Идут от самого Есина до самого Храпунова или до самого Фрязева — и там садятся. Потому что всё равно ведь поезд Есино прочешет без остановки».